# JR西日本キハ187系気動車
キハ187系気動車（キハ187けいきどうしゃ）は、西日本旅客鉄道（JR西日本）の特急形気動車である。
本項では便宜的に0番台+1000番台の編成を0番台、10番台+1010番台を10番台、500番台+1500番台を500番台として記述する。

## 概要
老朽化した181系気動車の置き換えと、高速バスへの対抗策として山陰地区向けに導入された。JR西日本が新製投入した特急形気動車は1987年（昭和62年）4月の同社発足以来、本形式が初めてである。
基本設計はJR四国2000系を踏襲しており、曲線通過速度の向上を目的として（制御付）自然振り子式車両が採用されている。
2001年（平成13年）の山陰本線安来駅 - 益田駅間の高速化事業によって新潟鐵工所で製造された0番台が投入され、2003年（平成15年）には山陰本線米子駅 - 鳥取駅間・因美線鳥取駅 - 智頭駅間の高速化事業によって日本車輌製造で製造された10・500番台が投入され、従来に比べて大幅な高速化を実現した。なお、0番台は島根県、10・500番台は鳥取県の資金援助を受けて製作された。2002年（平成14年）には、鉄道友の会よりローレル賞を受賞している。
形式称号の「187」は、当形式が国鉄・JRを通じて初登場となった。

## 構造
山陰本線をはじめとする山陰地区の各路線は急勾配・急カーブの区間が多いことから、大出力のエンジンと制御付自然振り子装置を搭載している。本系列の製造にあたり、以下の設計方針が打ち出された。
1. JR西日本の標準型車両の確立
2. 省力化への取り組み
3. シンプルデザインと暖かみの感じられる車両

### 車体
車体はJR西日本の特急型車両では初となるステンレス構体を採用し、低重心化と軽量化が図られている。カラーリングは、側面は優等列車に使用することを考慮し、窓周りは紺色とし、その上下に山陰地方の海や湖面に輝く光をイメージした黄色の帯が入れられている。前面は高速運転を行うことを考慮し、下半分と貫通扉を黄色として警戒性を高めている。
同じ制御付自然振り子式気動車であるJR四国2000系やJR北海道キハ281系とは異なる車体断面や構造を採用し、プラグドアではなく通常の引き戸、連続窓ではなく独立した固定窓を持つ。
なお、キハ187-5+1005には石見地域の各市町の観光キャラクターなどと島根県観光キャラクター「しまねっこ」などが貼られた石見地域の観光イメージをPRするいわみキャラクタートレインとなっていたが、ラッピングの経年劣化などを理由に2019年11月をもって運行を終了、キハ187-5+1005は通常の塗装に戻された。

#### 主要機器
当形式はJR四国2000系を基本とした制御振り子式気動車の機構を踏襲している。
走行機関には小松製作所製SA6D140H(450ps/2,100rpm) が1両につき2基搭載され、山岳区間の走行に適した高出力を確保している。各車両の動力軸は両台車の中央寄りの軸、計2軸となっている。変速機は変速1段・直結4段の自動切替 (DW21形) 。
ブレーキは機関ブレーキ併用電気指令式空気ブレーキを採用し、雪の多い区間を走行することから耐雪ブレーキも装備されている。基礎ブレーキは全軸踏面片押しブレーキとしており、滑走制御装置は搭載していない。
また、本系列は同時に投入されたキハ126系気動車とともに、運用保守の効率化を目的として電車と気動車のシステムや装置の共通化・標準化が図られ、部品数も削減されている。基本的な部品や機器は、同時期に製造された223系電車と共通化している。
運転台は223系電車に準拠しており、横軸ツインレバー型マスコン、緊急列車停止装置（EB装置）のほか、本系列の製造に当たり、1つの機能に対して1つのスイッチ、1つの指令線が必要であった従来の考えを払拭し、デジタル化して伝送することにより引き通しの配線量を減らすことができるとともに、ガイダンスモニタの画面により制御することができる列車情報制御装置 (TICS) が搭載されている。
制御方式も223系などの同社の電車に準拠したものとなっており、従来の気動車でみられた「機械駆動方式」ではなく、TICSを用いた電気制御方式が採用されている。
冷暖房装置や制御装置、補助電源などの電力は、駆動エンジンと定速回転装置を介して接続した発電機で発電し供給する方式が採用されている。定速回転装置によってエンジンの回転数に関係なく一定の出力が得られるため、定常的に電力を供給できるようになっている。
警笛は221系電車などと同様の空気笛を装備している。なおミュージックホーンはない。

### 車内

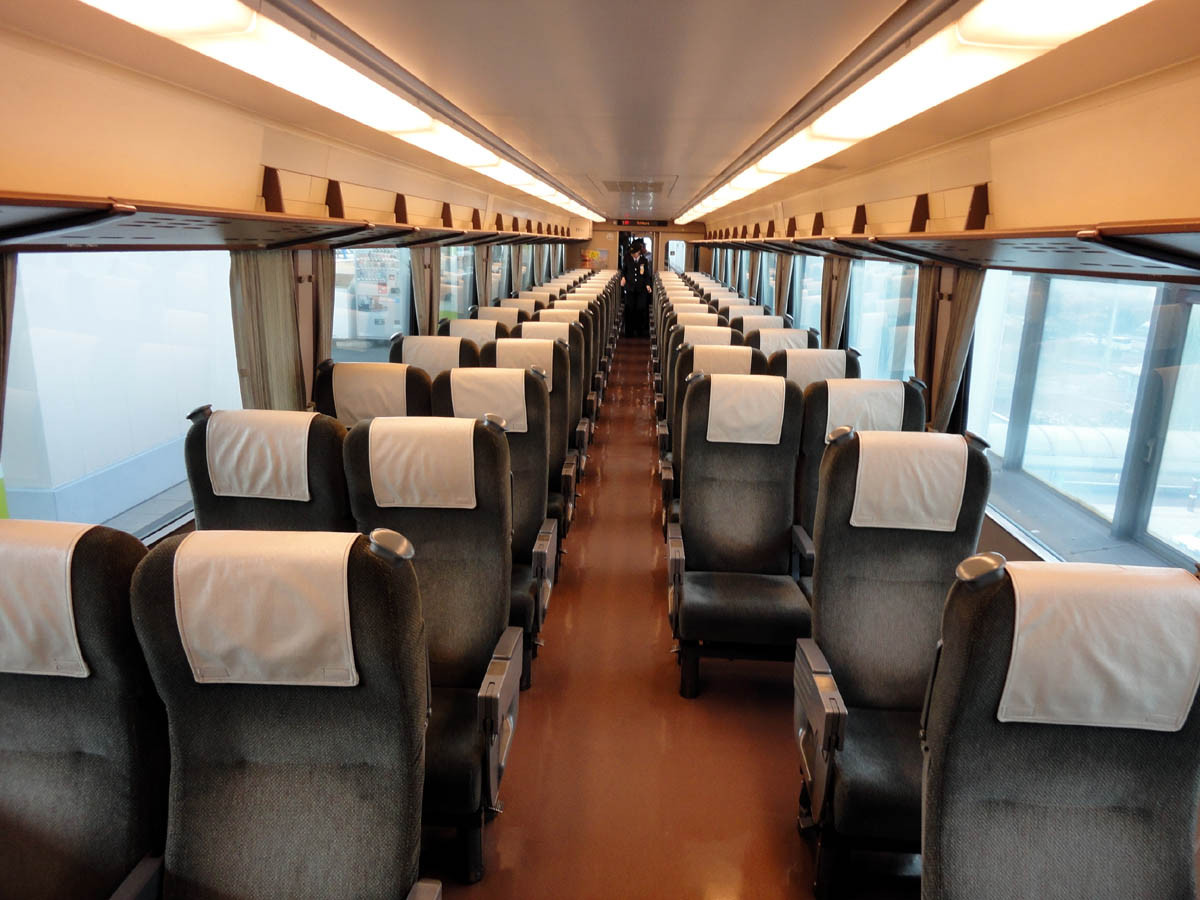
車内

山陰地方で運用されることを前提とした「暖かみの感じられる車両」という基本方針に則り、車内の内装は暖色系の色彩でまとめられ、手すりや窓枠は木質系の材料が使用されている。内装のすべての部品が簡単な工具により取り付け・取り外しが可能である。座席は683系電車と同一のものが用いられ、部品の共通化によるコストダウンも図られている。
トイレは山陰本線上で下関向き車両のデッキにあり、車椅子対応、おむつ交換台付きである。なお、洗面台は独立スペースではなくトイレ内に設置されている。客用扉には半自動ボタンが設置されているが、営業運転においてドアの半自動扱いは行われていない。また、キハ126系0番台と共通のドアチャイムも設置されている。本系列のドアチャイムは全編成共通である。乗降扉にドアステップはない。
2025年3月15日より、「スーパーまつかぜ」・「スーパーおき」号の車内チャイムは上り列車では「鉄道唱歌」、下り列車では「アルプスの牧場」がそれぞれ使用されており、いずれも国鉄型車両のオルゴールチャイムをイメージしたアレンジとなっている。「スーパーいなば」号では上下列車とも「アルプスの牧場」を使用するが、より国鉄型車両に搭載されたオルゴールチャイムに近いアレンジとなっており、2023年7月1日から2025年3月14日までの期間は「スーパーまつかぜ」・「スーパーおき」号でも上下共通でこちらが使用されていた。

## 系列別概説

### 形式・編成
キハ187形0番台・10番台 (Mc1)
新山口向き先頭車。駆動エンジン・発電機・蓄電池のほか、バリアフリー対応洋式トイレが設置されている。定員58名。
キハ187形1000番台・1010番台 (Mc2)
鳥取向き先頭車。駆動エンジン・発電機・蓄電池のほか、喫煙スペースが設置されている。定員60名。
キハ187形500番台 (Mc1')
岡山・鳥取向き先頭車。駆動エンジン・発電機・蓄電池のほかバリアフリー対応洋式トイレが設置されている。定員56名。
キハ187形1500番台 (Mc3)
上郡向き先頭車。駆動エンジン・発電機・蓄電池のほか、喫煙スペースが設置されている。本系列では唯一、デッキと乗降ドアの位置が運転台側になっている。定員56名。
旅客数の少ない地域で運用されることから、全車両が普通車の貫通型先頭車となっており、グリーン車および運転台無しの中間車は当初から設定されていない。いずれの番台も2両編成での運用を基本とするが、全車両の両端の連結器を電気連結器付の密着連結器とし、2両編成を分割し1両単位での増結が可能となっている。多客期には3両～6両で運行することもある。

### 0番台

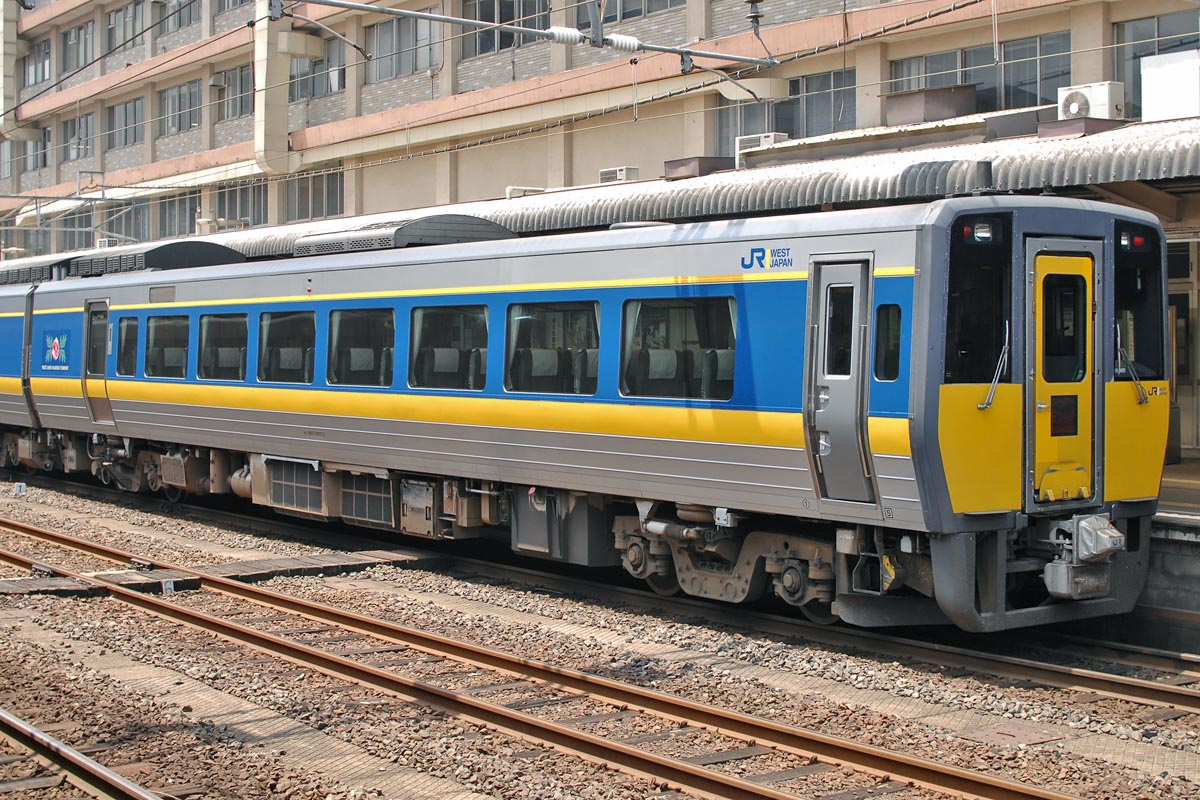
キハ187-1007
（2007年5月16日 米子駅）

山陰本線米子駅 - 益田駅間が2001年7月7日に高速化されたことにより、特急「スーパーおき」「スーパーくにびき」（現在の「スーパーまつかぜ」）用として登場したグループ。同年に14両が新潟鐵工所で製造された。
山陰本線の高速化事業は、まず島根県側において県とJR西日本による共同事業として進められた。その内容は、曲線通過速度向上のための路盤改良およびPC枕木化、駅構内の一線スルー化による速度制限の撤廃などであり、これに合わせた車両として本系列およびキハ126系気動車が新たに投入された。
0番台は屋根上の冷房装置は1台搭載とされ、車体側面に島根県の花「牡丹」のイラストが貼付されている。2008年春には「スーパーいなば」の増結車として中間に組み込まれたことがある。

### 10番台
2003年10月1日のダイヤ改正にて山陰本線鳥取駅 - 米子駅間が高速化されたことによる特急列車の増発用として製造されたグループで、0番台の改良形である。同年に4両が日本車輌製造で製造された。全車が米子支社後藤総合車両所に配置されている。
基本的な仕様は0番台と同一であるが、いくつかの改良が図られた。冷房装置はWAU707A形を1両あたり2台に増設（0番台はWAU707形1台）、排気管の騒音・振動低減対策、床の防音・防振対策、変速機への出力制限モードが追加されている。自動列車停止装置 (ATS) はSw形のみ設置されているが、P形対応のための準備工事がなされている。
客室では座席モケットの色が変更された。外観上では屋根上の冷房装置キセ（カバー）の数が2台になったほか、車体側面には鳥取県の花「二十世紀梨の花」のイラストが貼付されている。

### 500番台

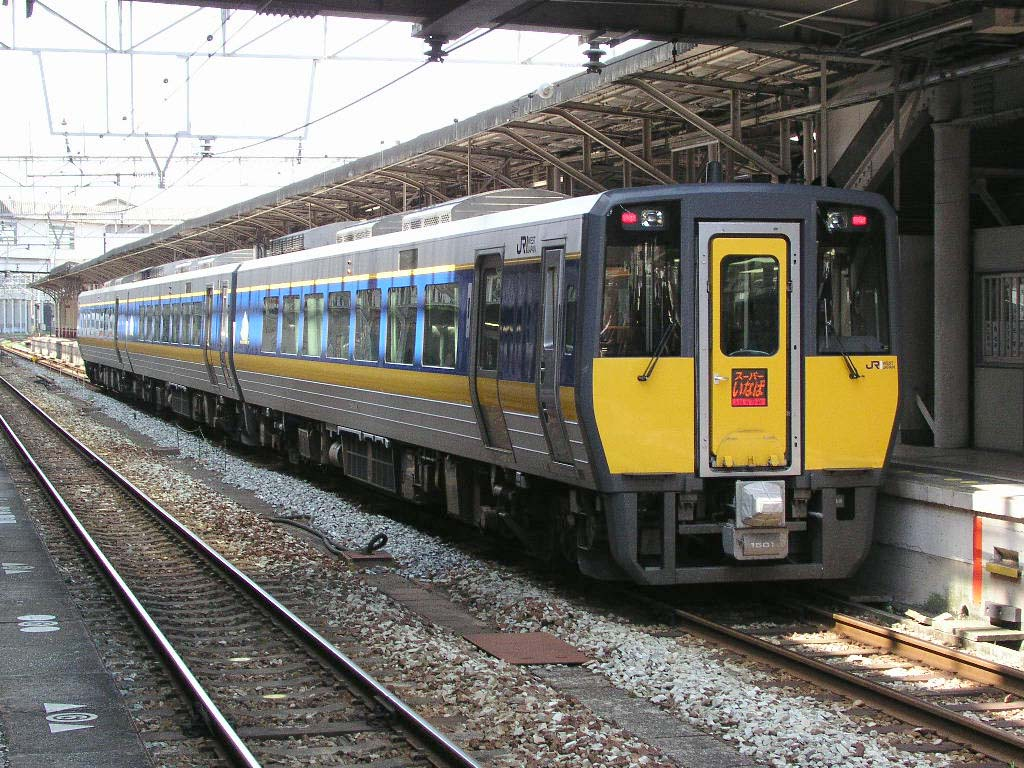
キハ187系500番台
（2004年8月 岡山駅）

因美線智頭駅 - 鳥取駅間の高速化に伴う2003年10月1日のダイヤ改正で、特急「いなば」の高速化用として登場したグループ（運用開始により「スーパーいなば」へ格上げされた）。同年に2次車として8両が日本車輌製造で製造され、後藤総合車両所へ配置された。運用の関係上、通常は鳥取支所に常駐する。また、「スーパーまつかぜ」の増結に時折使用される。
10番台とほぼ同一の仕様だが、「スーパーいなば」の智頭急行線内での運行のためにATS-Sw形・P形の双方に対応している。ATS-P形の関連機器を室内に設置したことにより、定員が0・10番台と比べ少なくなっており、窓や客用扉、座席の配置も一部変更されている。
なお、本系列の前頭部は平らな切妻型のため、「スーパーいなば」では智頭急行線内の単線トンネルの一部でトンネル微気圧波の軽減を図るためにトンネル進入時の速度を制限している。2011年には鉄道総研によって当形式の前頭部に空力特性を改善するフィンを装着した実験が行われたが、採用には至っていない。

## 歴史
- 2001年（平成13年）7月7日：山陰本線米子駅 - 益田駅間の高速化に伴い、0番台が「スーパーおき」「スーパーくにびき」で運用開始。
- 2003年（平成15年）10月1日：山陰本線鳥取駅 - 米子駅間および因美線智頭駅 - 鳥取駅間の高速化に伴い、「スーパーくにびき」は「スーパーまつかぜ」に改称され、増備車として10番台が「スーパーおき」「スーパーまつかぜ」、500番台が「スーパーいなば」で運用開始[8]。この改正でキハ181系の運用を全て置き換えた。
- 2007年（平成19年）3月18日：「スーパーいなば」の全面禁煙化に伴い、500番台の喫煙コーナーの灰皿を撤去し、立席スペース（携帯電話コーナー）に変更。
- 2009年（平成21年）6月1日：全車禁煙化により0番台・10番台の喫煙コーナーが廃止され携帯電話コーナーになる[9]。
- 2023年（令和5年）7月1日：車内チャイム「アルプスの牧場」の使用を開始[10]。
- 2025年（令和7年）3月15日：「スーパーおき」「スーパーまつかぜ」の運転区間のうち、鳥取駅 - 米子駅間でワンマンを開始[11]。